# しろとり動物園
しろとり動物園（しろとりどうぶつえん）は、香川県東かがわ市にある動物園。株式会社白鳥どうぶつ園が運営する。1985年に設立。

## 概要
しろとり動物園は、香川県東部の東かがわ市中心部（市役所周辺）から北東に約2.5kmの場所に位置している。
ホワイトタイガー、ライオン等を飼育し、赤ちゃん誕生後の一般公開、写真撮影会などが批判されている。トラは動物園のロゴにも登場している。このほかにも人と動物との距離が近いのが特徴で、「ふれあい広場」や「動物たんさく広場」ではウサギやヤギ、ヒツジなど多くの動物とふれあわせている。ステージでは毎日数回、動物たちのパフォーマンスが行われている。

## 施設情報
- 開園時間 - 9:00-17:00（シーズンにより変更有り）
- 休園日 - 年中無休
- 駐車場 - 100台、無料

### 入園料

#### 一般
大人（中学生〜）1,500円
小人（3歳〜）700円

#### 団体割引30名以上
大人（中学生〜）1,300円
小人（3歳〜）650円

#### 障害者手帳をお持ちの方
大人（中学生〜）750円
小人（3歳〜）450円

#### 介護の方(介護対象者1人につき1名のみ)
介護対象者が歩ける場合 1,300円
介護対象者が車いすの場合 750円

## アクセス
- 高速道路 高松自動車道・引田ICから国道11号を高松市方面へ約10分
- JR四国高徳線讃岐白鳥駅下車・タクシーで10分